# Ромашкино (Курманаєвський район)
Рома́шкино (рос. Ромашкино) — село у складі Курманаєвського району Оренбурзької області, Росія.

## Населення
Населення — 1102 особи (2010; 1288 у 2002).
Національний склад (станом на 2002 рік):
- росіяни — 85 %